# Helicobia tridens
Helicobia tridens är en tvåvingeart som först beskrevs av Townsend 1915.  Helicobia tridens ingår i släktet Helicobia och familjen köttflugor.
Artens utbredningsområde är Peru. Inga underarter finns listade i Catalogue of Life.